# Kaniyar, Arkalgud
Kaniyar là một làng thuộc tehsil Arkalgud, huyện Hassan, bang Karnataka, Ấn Độ.